# Всемирный форум памяти Холокоста
Всеми́рный фо́рум па́мяти Холоко́ста (тж. Всемирный форум «Жизнь народу моему!») — серия международных мероприятий, ориентированных на сохранение памяти о Холокосте и других трагических событиях Второй мировой войны.
Организатором Форумов памяти Холокоста выступает специально учреждённый в 2005 году фонд, который возглавляет президент Европейского еврейского конгресса и председатель оргкомитета форума Вячеслав Кантор.
На 2020 год состоялось пять форумов, прошедших в 2005, 2006, 2010, 2015 и 2020 годах. Кроме того, с 2011 года в Европарламенте в Брюсселе на регулярной основе проходят Дни памяти Холокоста.

## История форумов

### Первый форум, 2005 год
Первый Всемирный форум «Жизнь народу моему!» состоялся в 2005 году в Кракове (Польша) и был посвящён 60-летию со дня освобождения Красной Армией 27 января 1945 года концентрационного лагеря Освенцим (Аушвиц-Биркенау). Участниками форума стали более 20 официальных делегаций, возглавляемых лидерами стран мира. В числе гостей мероприятия были президент России Владимир Путин, президент Израиля Моше Кацав, президент Польши Александр Квасьневский, вице-президент США Ричард Чейни.

### Второй форум, 2006 год
Второй форум прошёл в 2006 году в Киеве под патронатом президента Украины Виктора Ющенко и был приурочен к 65-й годовщине трагедии в урочище Бабий Яр. В Форуме приняли участие более тысячи человек из 60 стран мира, представители международных политических и общественных организаций, в том числе ООН, Европейского союза, Совета Европы, Всемирного еврейского конгресса, Европейского еврейского конгресса, Американского еврейского конгресса, Европейского еврейского фонда и др.
По итогам Второго Форума была принята Декларация Всемирного форума памяти Холокоста, в которой содержался призыв к сохранению памяти о трагических событиях Второй мировой войны и объединению усилий в деле борьбы с ксенофобией, антисемитизмом, международным терроризмом.

### Третий форум, 2010 год
Третий Всемирный форум памяти Холокоста «Жизнь народу моему!» состоялся 27 января 2010 года в Кракове и был приурочен к 65-й годовщине освобождения концлагеря Освенцим. Организаторы ставили целью напомнить мировому сообществу о беспрецедентной совместной борьбе народов антигитлеровской коалиции против фашизма и решающей роли Советского Союза в освобождении Европы от нацизма. В Форуме приняла участие представительная делегация Европейского парламента в составе около 100 депутатов во главе с председателем Ежи Бузеком, а также другие представители европейских институтов и официальные делегации стран мира. В числе почетных гостей Форума были двое ветеранов-освободителей концлагеря Аушвиц-Биркенау — Иван Мартынушкин и Яков Винниченко.
На форуме выступили президент Европейского еврейского конгресса, руководитель и организатор Форума Вячеслав Кантор, председатель Европейского парламента Ежи Бузек, экс-президент Польши и председатель Европейского совета по толерантности и примирению Александр Квасьневский, главный раввин Тель-Авива и бывший узник концентрационного лагеря Бухенвальд Исраэль Меир Лау, председатель Национального мемориала катастрофы и героизма «Яд ва-Шем» Авнер Шалев, президент Всемирного еврейского конгресса Рональд Лаудер. Также свои обращения к участникам прислали президент США Барак Обама и президент Франции Николя Саркози.
Главным итогом Форума стало объявление о создании специального образовательного и исследовательского учреждения — Общеевропейского университета глобальной безопасности и толерантности. Основной задачей новой организации было заявлено содействие мировому сообществу в борьбе с вызовами, предъявляемыми глобальной безопасности угрозами экстремизма. При этом фокус сделан на создании межкультурных образовательных и воспитательных программ, направленных на гармонизацию развития межнационального взаимодействия и обучение молодежи.

### Четвёртый форум, 2015 год
Четвёртый всемирный форум памяти Холокоста «Жизнь народу моему!» прошёл 26-27 января 2015 года в Праге и Терезине (Чехия) и был приурочен к 70-й годовщине освобождения концлагеря Освенцим. В нём приняли участие несколько сотен высокопоставленных гостей, среди которых главы государств, политики, парламентарии, дипломаты, учёные и общественные деятели многих стран, а также один из немногих оставшихся в живых освободителей лагеря Освенцим Леонтий Брандт, бывшие узники фашистских концлагерей и люди, пережившие Холокост. Двухдневное мероприятие включало два основных события — Форум международного гражданского общества, прошедший в Пражском Граде, и мемориальную церемонию в Терезине. По завершении Форума участники приняли Декларацию о борьбе с антисемитизмом и преступлениями на почве ненависти.

### Пятый форум, 2020 год
Пятый Форум состоялся 23-24 января 2020 года в мемориальном комплексе «Яд ва-Шем» в Иерусалиме. Этот форум прошёл под названием «Помнить о Холокосте, бороться с антисемитизмом!» и был приурочен к 75-летию со дня освобождения частями Красной Армии концлагеря Аушвиц-Биркенау, а также к Международному дню памяти Холокоста. Как отмечали организаторы, Форум прошёл на фоне роста проявлений ненависти, насилия и антисемитизма, особенно в Европе.
В мероприятии приняли участие более 45 глав государств, членов королевских семей, президентов, премьер-министров и глав парламентов из Европы, Северной Америки и Австралии, в их числе — президент России Владимир Путин, вице-президент США Майкл Пенс, президент Франции Эммануэль Макрон, президент Германии Франк-Вальтер Штайнмайер, президент Италии Серджо Маттарелла, президент Австрии Александр Ван дер Беллен, Его королевское высочество принц Чарльз и другие высокопоставленные гости, включая президентов Болгарии, Венгрии, Грузии, Кипра, Румынии, Сербии, Словакии, Украины, Финляндии, Хорватии, премьер-министры Дании, Чехии, Швеции, короли Бельгии, Испании, Нидерландов и Норвегии, а также представитель Святого Престола кардинал Курт Кох.

#### Польско-российский дипломатический конфликт
Пятый Форум был отмечен польско-российским дипломатическим конфликтом, ставшим продолжением давнего спора о событиях времён Второй мировой войны: президент России ранее обвинял Польшу в сотрудничестве с нацистами, процитировав заявления польских политиков и дипломатов того времени. В России напоминают, что именно Красная Армия спасла Польшу от нацизма, но в Варшаве считают, что присутствие советских войск являлось оккупацией, длившейся до падения в стране коммунистического режима в 1989 году. Президент Польши Анджей Дуда отказался от участия в мероприятии, ссылаясь на то, что организаторы форума не дали ему возможности выступить, в отличие от других президентов. В официальном заявлении, распространённом накануне открытия, польская сторона заявляла, что трагедия Холокоста стала одним из следствий тайного соглашения между Гитлером и Сталиным, подписанного 23 августа 1939 года.
Действительной причиной отказа Польши от посещения форума стало ожидаемое выступление Владимира Путина и ожидаемое повторение обвинений в адрес Варшавы как соучастницы развязывания Второй мировой войны. Однако в своей речи Владимр Путин упомянул польский народ как одну из жертв преступного нацистского режима и предложил провести в 2020 году встречу глав государств-основателей и постоянных членов Совета Безопасности ООН: России, Китая, США, Франции и Великобритании — для совместного обсуждения актуальных глобальных проблем.
Оценивая выступление Путина израильская газета «Гаарец» указывала, что сопровождающее речь президента видео представляло события Второй мировой войны однобоко и предвзято: в частности, в нём не упоминался пакт Молотова — Риббентропа, не был отражен раздел территории Польши и сама карта Польши была показана с ошибками. По мнению газеты «Гаарец», это выступление поставило под угрозу репутацию израильского национального мемориала Холокоста Яд ва-Шем, предоставившего свою площадку.

## Дни памяти Холокоста в Брюсселе
25 января 2011 года в Европарламенте в Брюсселе прошёл мемориальный вечер памяти Холокоста, приуроченный к 66-й годовщине со дня освобождения Красной Армией нацистского концлагеря Освенцим (Аушвиц-Биркенау) и к Международному дню памяти жертв Холокоста. Организаторами выступили Европейский еврейский конгресс (ЕЕК), Центр европейских еврейских общин и Европейская коалиция за Израиль. Мероприятие прошло при поддержке Европейского парламента и Министерства информации и диаспоры Израиля. Со вступительными речами к собравшимся почтить память жертв Холокоста обратились президент ЕЕК Вячеслав Кантор, председатель Европарламента Ежи Бузек, министр информации и диаспоры Израиля Юлий Эдельштейн, главный раввин Тель-Авив Исраэль Меир-Лау. Почётным гостем стала верховный представитель Евросоюза по иностранным делам и политике безопасности Кэтрин Эштон.
Второй торжественный вечер памяти Холокоста, вновь приуроченный к Международному дню памяти жертв Холокоста, состоялся 24 января 2012 года в здании Европарламента. При непосредственной поддержке Европарламента организаторами события выступили Европейский еврейский конгресс и Фонд «Всемирный форум памяти Холокоста». На мероприятии был сделан акцент на 67-й годовщине освобождения концентрационного лагеря Освенцим, 70-летней годовщине Ванзейской конференции и 50-летии судебного процесса над офицером гестапо Адольфом Эйхманом. Среди почётных гостей мероприятия были президент ЕЕК Вячеслав Кантор, председатель Европейского парламента Мартин Шульц, экс-председатель Европарламента Ежи Бузек, министр информации и диаспоры Израиля Юлий Эдельштейн и другие высокопоставленные гости мероприятия. Традиционно в мероприятии приняли участие люди, которые пережили Холокост, «спрятанные дети» и выжившие узники концлагерей, принявшие участие в церемонии зажжения памятных свечей.
Памятные мероприятия, посвящённые Международному дню памяти Холокоста, прошли в Европарламенте также в 2013, 2014 годах и 2016—2019 годах. В 2013 году важной особенностью мероприятия стало то, что председатель Европейского парламента Мартин Шульц взял его под свой личный патронат и объявил Мемориальный вечер памяти жертв Холокоста официальным ежегодным мероприятием в Европейском Парламенте, начиная с 2013 года.